# Desprat et Saint Verny
Pour les articles homonymes, voir Desprat.
Desprat et Saint Verny (anciennement Desprat Vins) est une entreprise française spécialisée dans la distribution de vins et spiritueux, notamment dans la distribution des Côtes-d'auvergne.  
Fondée en 1885, elle est basée à Aurillac, dans le Cantal France.

## Histoire
La famille d'agriculteurs Desprat, originaire de Lalo de Yolet, s’installe à Aurillac au XIXe siècle. D’abord aubergiste, elle s’oriente vers le commerce de vin. En 1885, Soubrier crée un commerce de vin. Félix Desprat (fils de Jean Desprat, aubergiste), qui a épousé sa fille, rentre dans le commerce qui devient « Soubrier et gendrs ». Après le décès de son beau-père, Félix Desprat dirige le commerce. En 1937, après un stage de tonnellerie dans l’Hérault, Jean Desprat (fils de Félix) prend la tête du commerce, à la suite du décès de son père. Il dirige l’entreprise jusqu’en 1968 avant de céder celle-ci à ses deux fils Michel et Jacques.
Depuis l’âge de 16 ans Michel travaille dans l’entreprise familiale. Employé en 1952, il dirige l’entreprise avec son frère Jacques à partir de 1968. Jacques est chargé de livrer les produits aux clients. En 1965, Jacques effectue un stage d’œnologie à Béziers. En 1968 l’entreprise devient Desprat Frères et s’installe dans le chai qui vient d’être construit chemin de Patay[réf. nécessaire]. En 1970, Michel est élu président de la Fédération Départementale du Commerce en Gros des Vins Cidres Spiritueux et Liqueurs (CNVS)[réf. nécessaire].
En 1984, Pierre Desprat dirige l’entreprise Desprat frères qui devient Desprat vins. Pierre débute aux Éditions Bordas puis chez Pipière distribution. En 1987, la société se rapproche de[évasif] la Cave des Coteaux d'Auvergne. Depuis le Salon international de l'agriculture de 1995, l’entreprise est fournisseur de cafés et restaurants. Aujourd’hui[Quand ?] 15 % du chiffre d’affaires est réalisé sur Paris. En 2005, la maison Desprat Vins investit dans une distillerie indépendante d’Auvergne : la Distillerie Louis Couderc, liquoriste depuis 1908.
En 2007, la société ouvre un magasin à Aubière dans l'agglomération de Clermont-Ferrand.
En octobre 2017, l'entreprise Desprat Vins fusionne avec la cave Saint-Verny de Veyre-Monton, propriété du groupe coopératif Limagrain. La nouvelle société dénommée Desprat Saint-Verny vignoble est détenue à parts égales par Limagrain et Pierre Desprat. Elle associe « le premier metteur en marché des vins d’Auvergne, Desprat, et le principal producteur du Puy-de-Dôme, Saint-Verny ».

## Liste des dirigeants successifs
| Nom                    | Action                          | Date          | Période     |
| ---------------------- | ------------------------------- | ------------- | ----------- |
| Desprat vins (1885 - ) |                                 |               |             |
| M. Soubrier            | Création du commerce            | °18xx - †18xx | 1885 - 18xx |
| Félix Desprat          |                                 | °1871 - †1937 | 18xx - 19xx |
| Jean Desprat           |                                 | °1900 - †19xx | 1937 - 1968 |
| Michel Desprat         |                                 | °1927 -       | 1968 - 1987 |
| Jacques Desprat        |                                 | °1931 -       | 1968 - 1991 |
| Pierre Desprat         | Création de La légendaire, etc. | °1959 -       | 1984 - ...  |